# Secret of the Runes
Secret of the Runes é o décimo álbum de estúdio da banda sueca de metal sinfônico Therion, lançado a 8 de Outubro de 2001.
É o primeiro trabalho conceitual da banda, abordando exclusivamente como tema a mitologia nórdica.

## Conceito
"O conceito desse álbum é baseado na antiga tradição nórdica. Nessa tradição, existe uma árvore colossal, chamada Yggdrasil. Essa árvore possui nove mundos, onde o álbum é focado. As músicas descrevem cada um desses mundos. Porém, há também um prólogo e um epílogo. O prólogo, "Ginnungagap", é o vazio da criação, onde os mundos se formaram. O gigante Ymer estava morto e a terra foi criada a partir de seu corpo, e os mares, a partir de seu sangue. O epílogo é o título, que é a quintessência de todo o conceito: a jornada de Odin, quando ele estava se enforcando, em Yggdrasil, por nove dias e noites. Então, ele recebeu a sabedoria das runas.
A palavra "runa" significa segredo, e então, o significado do álbum é "O segredo dos segredos". Os segredos escondidos no conceito das runas são mais do que um conteúdo para escrever as letras; eles são sinais mágicos e cada uma possui um significado esotérico. As runas existiram em várias formas e em diferentes tradições. A tradição nórdica é baseada no "Furthark" ou, raramente, em "Uthark".
A tradição nórdica é a mais conhecida atualmente e é basicamente a única usada entre sociedades secretas e pagãos que usam as runas; não pode ser misturada com as demais existentes, embora um pouco das letras runas em diferentes alfabetos runos possam ser a mesma ou pareçam similares.
Os temas Librettos de Richard Wagner eram baseados em mitos e lendas da tradição germânica. Wotan á somente outra palavra de Odin. Então, como a influência musical de Wagner é enorme, é bem apropriado usar o conteúdo musical nesse álbum".
| Críticas profissionais                                                      | Críticas profissionais |
| Avaliações da crítica                                                       | Avaliações da crítica  |
| Fonte                                                                       | Avaliação              |
| --------------------------------------------------------------------------- | ---------------------- |
| allmusic                                                                    | [ 2 ]                  |
| Esta tabela precisa de ser acompanhada por texto em prosa. Consulte o guia. |                        |

## Faixas
1. "Ginnungagap (Prologue)" - 6:10
2. "Midgård" - 5:04
3. "Asgård" - 4:07
4. "Jotunheim" - 3:43
5. "Schwarzalbenheim" - 5:18
6. "Ljusalfheim" - 3:53
7. "Muspelheim" - 2:13
8. "Nifelheim" - 4:33
9. "Vanaheim" - 4:02
10. "Helheim" - 3:18
11. "Secret of the Runes (Epilogue)" - 5:30

## Créditos
- Christofer Johnsson - Guitarra rítmica, teclados, percussão
- Kristian Niemann - Guitarra, guitarra rítmica
- Johan Niemann - Baixo
- Sami Karppinen - Bateria, percussão